# Tonga (Südsudan)
Tonga ist eine Ortschaft im Bundesstaat Upper Nile im Norden des Südsudan.

## Lage und Infrastruktur
Die Ortschaft liegt auf einer Flussinsel zwischen dem Hauptstrom des Weißen Nils und seinem linken bzw. Nordufer. Es befindet sich am Ende des Sudd, einem großen Überschwemmungsgebiet im Norden des Südsudan. Malakal, die Hauptstadt des Bundesstaates liegt etwa 70 km östlich. Die Straße von Malakal nach Bentiu führt an Tonga vorbei.
Die katholische Missionsstation von Tonga bestand schon Anfang des 20. Jahrhunderts.